# Steendijkpolder
Het waterschap Steendijkpolder was een waterschap in de gemeente Maassluis, in de Nederlandse provincie Zuid-Holland.
Het waterschap was verantwoordelijk voor de drooglegging en de waterhuishouding in de polder.